# Gradets (distrikt i Bulgarien, Sliven)
Gradets (bulgariska: Градец) är ett distrikt i Bulgarien.   Det ligger i kommunen Obsjtina Kotel och regionen Sliven, i den centrala delen av landet, 260 km öster om huvudstaden Sofia.
I omgivningarna runt Gradets växer i huvudsak lövfällande lövskog. Runt Gradets är det ganska glesbefolkat, med 34 invånare per kvadratkilometer.